# Xanthorhoe costimaculata
Xanthorhoe costimaculata là một loài bướm đêm trong họ Geometridae.